# Birmingham Railway Carriage & Wagon Company
La Birmingham Railway Carriage & Wagon Company est une ancienne compagnie britannique de construction de matériel ferroviaire créée en 1854 et établie à Birmingham et Smethwick.